# Alexandre da Silva
Alexandre da Silva (født 14. juni 1964) er en tidligere brasiliansk fodboldspiller.